# Renningen
Renningen è una città tedesca di 18 596 abitanti, situata nel land del Baden-Württemberg.
Si trova in una zona di insediamento densamente popolata fin dal primo Neolitico. I resti di insediamento della cultura ceramica a banda lineare sono ritrovabili in diversi luoghi. Tracce della cultura dell'urna (circa 1000 a.C.) così come dei periodi Hallstatt e La Toane (inizio o tardiva età del ferro) dimostrano un insediamento in vari periodi preistorici.
La valutazione degli scavi archeologici e dei reperti mostra uno sviluppo nel bacino di Renning, che parte da due primi insediamenti Alemannici a nord e a sud del Rankbach. Gli scavi nell'area commerciale Raite (1991) hanno rilevato cascine multi-casa da case a tre navate, magazzini e case in fossa (IV-V secolo).
Un secondo insediamento nei Neuwiesenäckern si sviluppò in un grande insediamento all'inizio del XII secolo, che può essere identificato in Altheim. Durante l'Alto Medioevo, c'erano numerosi altri piccoli siti di insediamento oltre a questo insediamento. Alcuni reperti più antichi nel centro di Renningen mostrano che c'è un nucleo più antico nel luogo del villaggio successivo. Alcuni reperti appartengono al tardo periodo merovingio e carolingio, ma la gran parte dei reperti data all'XI-XII secolo e documenta una simultaneità dell'insediamento a Neuwiesenäckern. Tuttavia, se ci sia stata continuità sin dal primo periodo merovingio rimane incerto. Vicino alla chiesa si trova un cimitero della prima età merovingia, che è stato esaminato dall'ufficio del monumento statale nel 1989-1990.
Nel periodo carolingio, la tradizione scritta dimostra l'appartenenza di Renningen al sistema di gestione del monastero di Weissenburg. Sono menzionate 22 fattorie. 
Renningen fu acquistata nel 1310 dai conti di Hohenberg per unirla alla contea di Wurttemberg. Nel primo periodo moderno, Renningen fu un villaggio artigianale delimitato da un muro che è in parte conservato ancor oggi. All'inizio del XIX secolo la città fece parte del neo fondato Regno di Wurttemberg. Con l'apertura della stazione nel 1869, fu collegata alla rete ferroviaria del Württemberg.
Nel 1945 Renningen fece parte della zona di occupazione americana come il nuovo stato di Baden-Württemberg.
Il 1º marzo 1972 il comune di Malmsheim è stato inglobato nel comune di Renningen. Alla fine del 1970 Malmsheim contava 3696 abitanti, Renningen aveva allo stesso tempo una popolazione di 6737.
Nel gennaio 1982 a Renningen sono stati concessi i diritti di città. Le nuove aree di sviluppo hanno notevolmente ampliato l'ex villaggio a nord.

## Amministrazione

### Gemellaggi
- Mennecy
- Occhiobello